# San Silvestre de Burlada
La San Silvestre de Burlada o San Silvestre burladesa (En euskera, Burlatako San Silbestre) es una competición atlética celebrada anualmente desde el año 2009 en la localidad navarra de Burlada.

## Características

### Fecha de celebración
Como la mayoría de competiciones atléticas de San Silvestre, ésta se celebra el día de Nochevieja.

### Recorrido
Habitualmente tiene una distancia que ronda entre los 4 y 5 kilómetros para la categoría adulta.
El recorrido transcurre por las calles de la localidad, lo que provoca alteración de los servicios públicos de transporte de la Mancomunidad de la Comarca de Pamplona.

### Participación
Esta carrera cuenta con una participación que ronda las 800 personas aproximadamente, entre adultos y menores.

### Peculiaridades
En la cuenca de Pamplona, suele ser habitual que los participantes corran la carrera disfrazados. En esta competición, incluso desde la organización se le entrega un premio al mejor disfraz.

### Coste de inscripción
El dorsal es gratuito.

## Relevancia
Junto con la San Silvestre de Pamplona, la San Silvestre del Valle de Egüés, la San Silvestre de Artica o la San Silvestre de Barañáin, es una de las carreras en honor a San Silvestre más importantes en la Cuenca de Pamplona.